# Planulinoides
Planulinoides es un género de foraminífero bentónico de la familia Planulinoididae, de la superfamilia Discorbinelloidea, del suborden Rotaliina y del orden Rotaliida. Su especie tipo es Discorbina biconcava. Su rango cronoestratigráfico abarca desde el Plioceno hasta la Actualidad.

## Clasificación
Planulinoides incluye a las siguientes especies:
- Planulinoides biconcavus
- Planulinoides bikiniensis
- Planulinoides disparilis
- Planulinoides hamasuturalis
- Planulinoides norcotti
- Planulinoides polymitarius
- Planulinoides srinivasani
- Planulinoides vimlae

Otra especie considerada en Planulinoideses:
- Planulinoides basilanensis, de posición genérica incierta
- Planulinoides rarescens, aceptado como Planodiscorbis rarescens